# محمد بن حاضر
 محمد بن حاضر  هو ( محمد بن خليفة بن محمد بن حاضر بن حارب بن حاضر من آل بومهير من قبيلة بني ياس)، من مواليد دبي عام (1948 م ــ 2011 م)، أديب وشاعر اماراتى معروف. ويعد بن حاضر أحد الوجود الثقافية الإماراتية، أسهم في تأصيل وحضور قصيدة الفصحي متأثراً بشعراء العرب، أمثال: عنترة بن شداد، وأبو الطيب المتنبي، وشعراء المهجر والرابطة الأندلسية والمنفلوطي 
و حافظ إبراهيم وغيرهم.

## حياته
ولد شاعرنا « محمد بن حاضر » في فريج الحواضر بمنطقة جميرا في مدينة دبي عام 1948 م، تخرج من جامعة ليدز ببريطانيا في إدارة الأعمال عام 1970 م، بدأ العمل في السلك الدبلوماسي 
منذ سنة 1972 م، عمل في بداية حياته في سفارة الإمارات العربية المتحدة في بيروت، ثم نقل قنصلاً عاماً في كراتشي بباكستان، ثم ترك العمل الدبلوماسي وأتجه إلى العمل التجاري الخاص، ثم عين عضواً في المجلس الوطني الاتحادي، ممثلاً لإمارة دبي، لمدة دورة واحدة، كذلك كان عضواً مؤسساً ونائب رئيس مجلس إدارة ندوة الثقافة والعلوم لأكثر من دورة، وعضواً لهيئة تحرير مجلة المنتدى الثقافية التي تصدر من دبي.
أسهم بن حاضر في دعم الحراك الثقافي من خلال العديد من القنوات، إذ أسهم في تأسيس ندوة الثقافة والعلوم بدبي مع الأديب محمد المر وكان حاضراً في المشهد الإعلامي من خلال تواصله مع محبي شعره عبر النشر المستمر.
ولقد نشر الكثير من القصائد الفصحي والنبطية في مختلف الصحف والمجلات.

## وفاته
توفي « محمد بن خليفة بن حاضر » في يوم الجمعة 8 يوليو من عام 2011 للميلاد، أثر أصابته بنوبة قلبية في العاصمة الفرنسية باريس عن عمر 63 عاماًً، ودفن في مقابر القوز بدبي.
 في رثاء الشاعر محمد ابن حاضر
الشاعر بوحمد المرزوقي يرثي ابن حاضر :

## حياته العملية
لايمكن وصف الشاعر « محمد بن حاضر » بكلمة واحدة تختصر مواهبه وأدواره وموقعه في العمل الوطني العام في الإمارات، لقد لعب الفقيد دوراً بارزاً في الحراك الثقافي في الإمارات، لاسيما أنه كان مشغولاً بالبحث عن دور ثقافي مميز تلعبه دبى يرقى إلى مستوى دورها الاقتصادي والعمراني والخدمي، ومن هنا كانت مساعيه في تأسيس دار الندوة للثقافة والعلوم، التي كان خلال سنوات توليه مهمة نائب رئيس مجلس الإدارة فيها شعلة من النشاط.
ومن الملامح الشخصية لبن حاضر شهامته، وصدقه، وعروبته، وصراحته، وتسامحه، كان رجل مواقف، خصوصاً تجاه آمته ووطنه، وهو عربي حتى النخاع، ولا يقبل المزايدة في الشأن الوطني والقومي.

## قالو عنه
« ان (ابن حاضر)، إنسانُْ مسكون بالشعر، وان شعر لديه ليس موهبة فقط، ولا مهنة، أو حرفة، بل هو تماه بين شخصه والشعر، فهو: شاعر الليل والنهار، هو والشعر صديقان روحيان لا يفترقان، أن (بن حاضر) يرى أن الشعر رد فعل على أحداث الحياة وحوادثها وحادثاتها، لايدع مناسبة الا ويتفاعل معها، في الدعابة والغزل والوطنيات وفي الشؤون العربية وفي أحداث العالم، فكل شيء لديه مدعاة للشعر. »

## من أشعاره
قال في  الشيخ زايد :
 وأيضاً 
 « عودي»